# السعودية في الألعاب البارالمبية

علم السعودية.

كان أول ظهور للمملكة العربية السعودية للمعاقين في الألعاب البارالمبية الصيفية 1996 في أتلانتا، وقد شارك في الألعاب منافسين في رفع الاثقال. شاركت في البلاد في كل دورة من دورات الألعاب البارلمبية الصيفية، ولكنها لم تشارك أبدا في الألعاب البارالمبية الشتوية. تنافست السعودية في ألعاب القوى أو رفع الأثقال.
فازت المملكة العربية السعودية بمداليتين، عن طريق الرياضي أسامة الشنقيطي في عام 2008. وكان أسامة أول بطل أولمبي في الألعاب البارالمبية في المملكة عندما سجل رقما قياسيا عالميا هو 15.37 م في الوثب الثلاثي، فئة إف 12. وقد فاز بمدالية أخرى في منافسات الوثب الطويل، بنتيجة 7.06 م.
تأخرت مشاركة المرأة السعودية في الألعاب البارالمبية، لأنه يحظر على النساء في البلاد المشاركة في الأحداث الرياضية الدولية. ذكر في وقت سابق عن وجود ضغط على البلاد من قبل اللجنة الأولمبية الدولية للسماح للمرأة في المنافسة في دورة الألعاب البارالمبية الصيفية 2012،  ولكن عندما زار وفدا من الاتحاد الرياضي في عام 2009 المشاركين المعاقين السعوديين في رياضة رفع الاثقال والذين كانوا ضمن الوفد المرافق لأولمبياد لندن، كان جميع الرياضيين من الرجال، وفي ظل التطورات التي شهدتها السعودية مؤخرًا شاركت المرأة السعودية في دورة الألعاب البارالمبية في طوكيو 2020، من خلال اللاعبتين سارة الجمعة و مريم المريسل 

## جدول الميداليات

### ميداليات في دورة الألعاب الصيفية
| الألعاب | ألعاب القوى | ذهبية     | فضية      | برونزية | المجموع   | المرتبة |
| 1996    | 2           | 0         | 0         | 0       | 0         | –       |
| 2000    | 4           | 0         | 0         | 0       | 0         | –       |
| 2004    | 6           | 0         | 0         | 0       | 0         | –       |
| 2008    | 3           | 1         | 1         | 0       | 2         | 48      |
| 2012    | 4           | 0         | 1         | 0       | 1         | 67      |
| 2020    | غير معلوم   | غير معلوم | غير معلوم | 1       | غير معلوم |         |
| 2024    |             | 1         |           |         |           |         |
| المجموع | المجموع     | 2         | 2         | 1       | 3         | 75      |

### الميداليات الرياضية الصيفية
| الرياضة     | ذهبية | فضية | برونزية | المجموع | المرتبة |
| ----------- | ----- | ---- | ------- | ------- | ------- |
| ألعاب القوى | 1     | 2    | 0       | 3       | 73      |
| المجموع     | 1     | 2    | 0       | 3       |         |